# KW Sagitarii
KW Sagitarii é uma estrela hipergigante vermelha. Está a aproximadamente 9800 anos-luz de distância do Sol. Ela é uma das maiores estrelas conhecidas, com um diâmetro de aproximadamente 1 460 vezes o do Sol e um volume de 3 000 000 000 sóis , a sua luminosidade é 370 000 vezes a do Sol. Está localizada na constelação de Sagittarius.